# NICAM

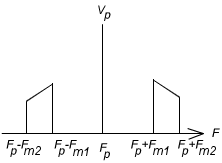
Espectro de frecuencia de la emisión de radio-AM

 NICAM  (también conocido como NICAM 728, debido al flujo de bits de 728 kbit/s, es un acrónimo de Near Instantaneous Companded Audio Multiplex ("Múltiplex de audio comprimido casi instantáneo" es un formato de sonido digital de TV. Las señales de audio se codifican en 14 bits, con una modulación por impulsos codificados (PCM) con una frecuencia de muestreo de 32 kHz.

## Historia
El sistema NICAM fue desarrollado en los años 80 del siglo XX por la BBC y fue lanzado en el Reino Unido en 1991 como método de transmisión de audio estéreo de televisión. Algunos países europeos, como Dinamarca, Noruega, Finlandia, Suecia, España, Bélgica, Portugal y Francia lo utilizaron como su método de transmisión de audio estéreo, así como Hong Kong y Nueva Zelanda.

## Funcionamiento
Con el fin de mantener la compatibilidad con los receptores mono, la señal NICAM se transmite en una sub-portadora cercana a la frecuencia de la portadora de video, cumpliendo siempre con la anchura estandarizada del canal. Al no modificar la señal mono que ya se enviaba, los receptores que no son compatibles con el sistema NICAM pueden seguir decodificando el audio monoaural sin problemas.
Un televisor estéreo basado en la infraestructura NICAM puede recibir un programa de televisión mono y estéreo al mismo tiempo, o puede incluso recibir dos o tres pistas de audio completamente diferentes. De esta forma es posible seleccionar cuál de los audios se desea escuchar, permitiendo, por ejemplo, el visionado de películas en diferentes idiomas, de forma similar a como se hace en los aviones.
En cuanto a los grabadores de vídeo compatibles con NICAM, la práctica común es registrar el flujo NICAM en VHS Hi-Fi mientras la señal de compatibilidad mono se registra en el rango lineal.

## Alternativas
MTS: se transmite una señal de diferencia  con el fin de convertir la señal  estéreo en una señal mono (FM-FM: dos canales de señal analógica)